# Sao khổng lồ sáng
Sao khổng lồ sáng là các sao khổng lồ có độ sáng độ II trong phân loại quang phổ Yerkes. Đây là những ngôi sao nằm giữa ranh giới giữa những sao khổng lồ và sao siêu khổng lồ bình thường, dựa trên quang phổ của chúng.

## Ví dụ về sao khổng lồ sáng
Những ngôi sao nổi tiếng được xếp vào nhóm những sao khổng lồ sáng bao gồm:
- Alpha Carinae (Canopus): một sao khổng lồ sáng trắng (loại A)
- Epsilon Canis Majoris (Adhara): một sao khổng lồ sáng màu xanh trắng (loại B)
- Omicron Scorpii: một sao khổng lồ sáng trắng (loại A)
- Theta Scorpii (Sargas): một sao khổng lồ sáng trắng (loại F)
- Beta Draconis: một sao khổng lồ sáng màu vàng (loại G)
- Beta Capricorni (Dabih): một sao khổng lồ sáng màu cam (loại K)
- Alpha Herculis (Rasalgethi): một sao khổng lồ sáng màu đỏ (loại M)
- Gamma Canis Majoris (Muliphein) một sao khổng lồ sáng (loại B)